# ちんや
ちんやは、東京都台東区にあるすき焼きの飲食店。浅草一丁目にあった旧店舗は2021年8月15日に閉店したが、WDIがブランドを承継し、旧店舗から少し離れた花川戸二丁目に2022年3月18日に再オープンした。

## 沿革

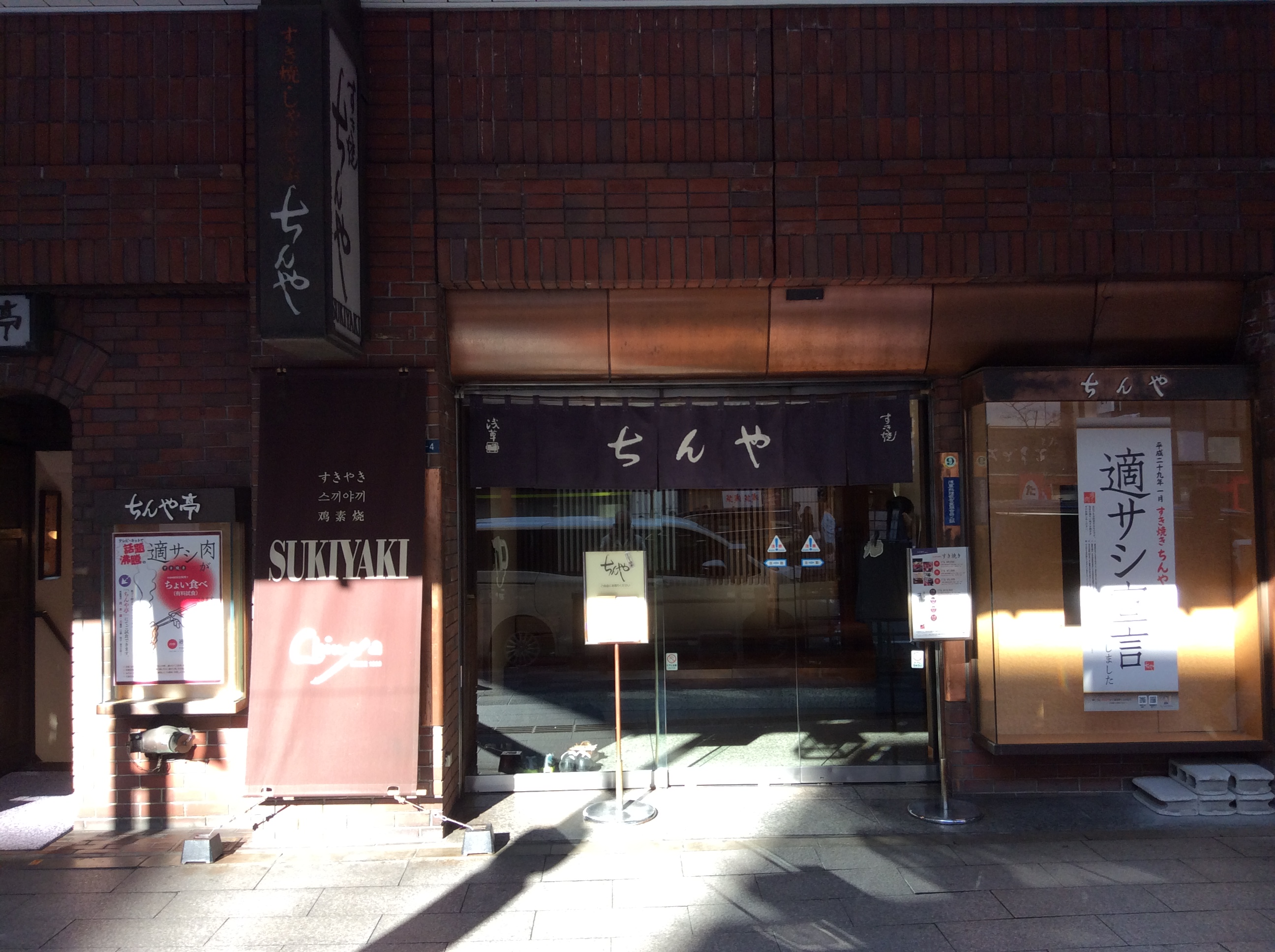
旧店舗（2017年12月9日撮影）

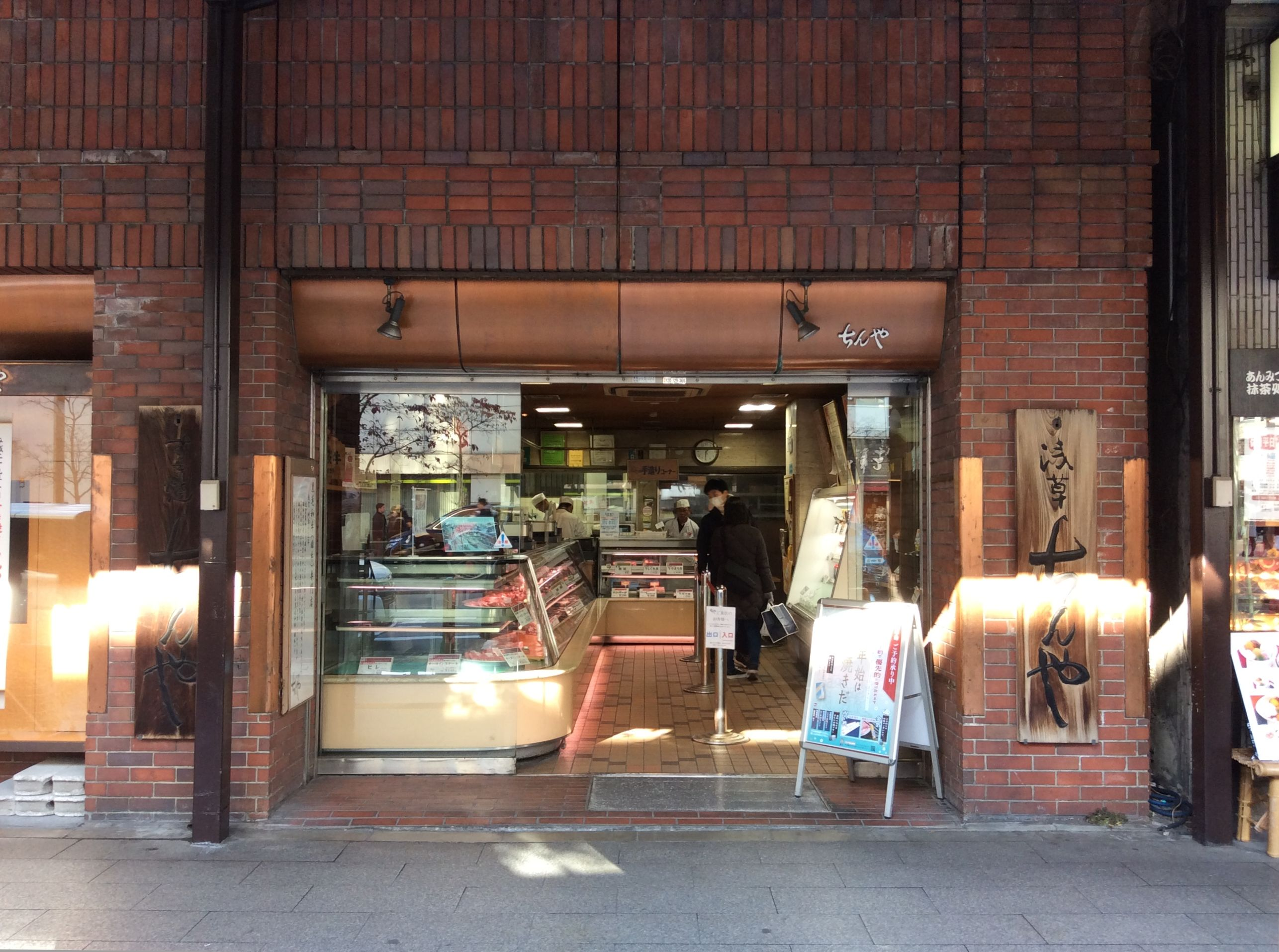
浅草ちんや売店（旧店舗、2017年12月9日撮影）

1880年（明治13年）に、現在地で料理屋を開いたのが始まり。それ以前は、江戸時代、諸大名や豪商相手に狆（ちん）などの愛玩動物を納め、獣医を行っていたことから「狆屋（ちんや）」と呼ばれていたことから屋号とした。その後、1903年（明治36年）に「すき焼き」屋（すき焼きの専門店）となった。1975年（昭和50年）に建物が新築された。
建物が老朽化しており、空調設備の更新もままならず、新型コロナウイルスの感染拡大による客足の減少、後継者が不在だったことなどが重なり、2021年8月15日に閉店することになった。閉店に伴い、土地は建物ごと売却となった。
だが、WDIは2021年8月13日に、株式会社ちんやから「ちんや」ブランドを取得することを発表。ブランド取得日は未定としていた。再開にあたり、店舗は若干離れた花川戸二丁目となり、2022年3月18日に再オープンした。再オープンに際しては旧店の店主・スタッフも運営メンバーに加わっている。

## 営業情報
ちんや
東京都台東区花川戸二丁目16番1号
定休日 -
営業時間 - 月 - 金曜日 午前11時 - 午後3時、午後4時30分 - 午後9時30分、土曜日・日曜日・祝日 午前11時30分 - 午後9時
駐車場 - 無し
精肉売店
ちんやと同ビル
定休日 -
営業時間 - 午前10時30分 - 午後7時30分

## 交通アクセス
鉄道
東武伊勢崎線（東武スカイツリーライン） - 浅草駅より徒歩2分
都営地下鉄浅草線 - 浅草駅より徒歩4分
東京メトロ銀座線 - 浅草駅より徒歩2分
首都圏新都市鉄道つくばエクスプレス - 新御徒町駅より徒歩10分

## メディア出演・掲載
- 2017年9月23日 Story 〜長寿企業の知恵〜 #027 『1880年創業 すき焼き[ちんや] 6代目 住吉史彦』[8]
- 2021年12月25日 出没!アド街ック天国 （テレビ東京・それ以前にも当店は数回に渡り、取材されていた）
- 2022年4月24日 タタムなんてもったいない！（BSテレ東）

## 関連文献
- 「のれんを大切にしながらも安住しないすき焼き専門店 (株)ちんや 堀ノ内雅一、橋本幸則」『Venture link』ベンチャー・リンク、1992年4月、[要ページ番号]
- ちんや『ちんや創業百三十五年記念出版 読み継ぎたいすき焼き思い出ストーリーの本 ちんや』ちんや、2015年12月